# Pichidegua
Pichidegua est une commune du Chili située dans la Province de Cachapoal, elle-même située dans la Région O'Higgins. En 2012, sa population s'élevait à 18 637 habitants. La superficie de la commune est de 320 km2 (densité de 58 hab./km2). La commune est créée en 1891.
Pichidegua se trouve dans la Vallée centrale du Chili à environ 120 kilomètres au sud-ouest de la capitale Santiago et 75 kilomètres au sud-ouest de Rancagua capitale de la province de Cachapoal. La partie habitée se trouve dans la vallée du rio Cachapoal à une altitude de 150 mètres au pied de collines culminant à environ 600 mètres. Le cours d'eau permet d'irriguer les terres fertiles qui grâce au climat méditerranéen produisent des fruits (oranges, citrons, avocats, pêches) ainsi que du raisin des pommes de terre, du maïs et du blé. L'élevage de porcs joue un rôle également très important avec plus de 150 000 têtes. L'agglomération de Pichidegua a le statut de ville mais la population est majoritairement rurale.

Position de Pichidegua (en rouge) au sein de la Province de Cachapoal.